# Eltham

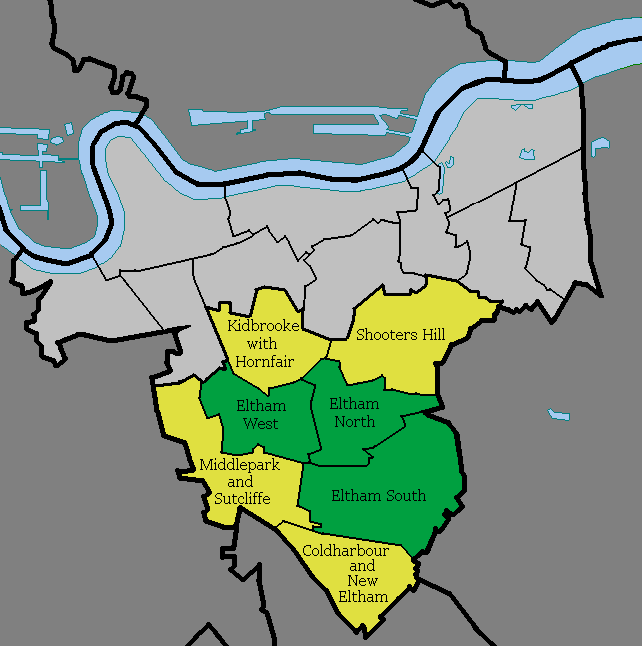
Överiktskarta över Eltham inom London Borough of Greenwich

Eltham är en stadsdel (district) inom London Borough of Greenwich, ungefär 14 km ost sydost om Charing Cross och rakt söder om Woolwich. Eltham har en befolkning av 88 000 personer (2001).
Samhället har utvecklats vid pilgrimsvägen från London till Maidstone. Det finns ingen anslutning till Londons tunnelbana. Däremot finns det två järnvägslinjer varav en tar endast 20 minuter till Charing Cross.